# Carl Wilhelm von Sydow

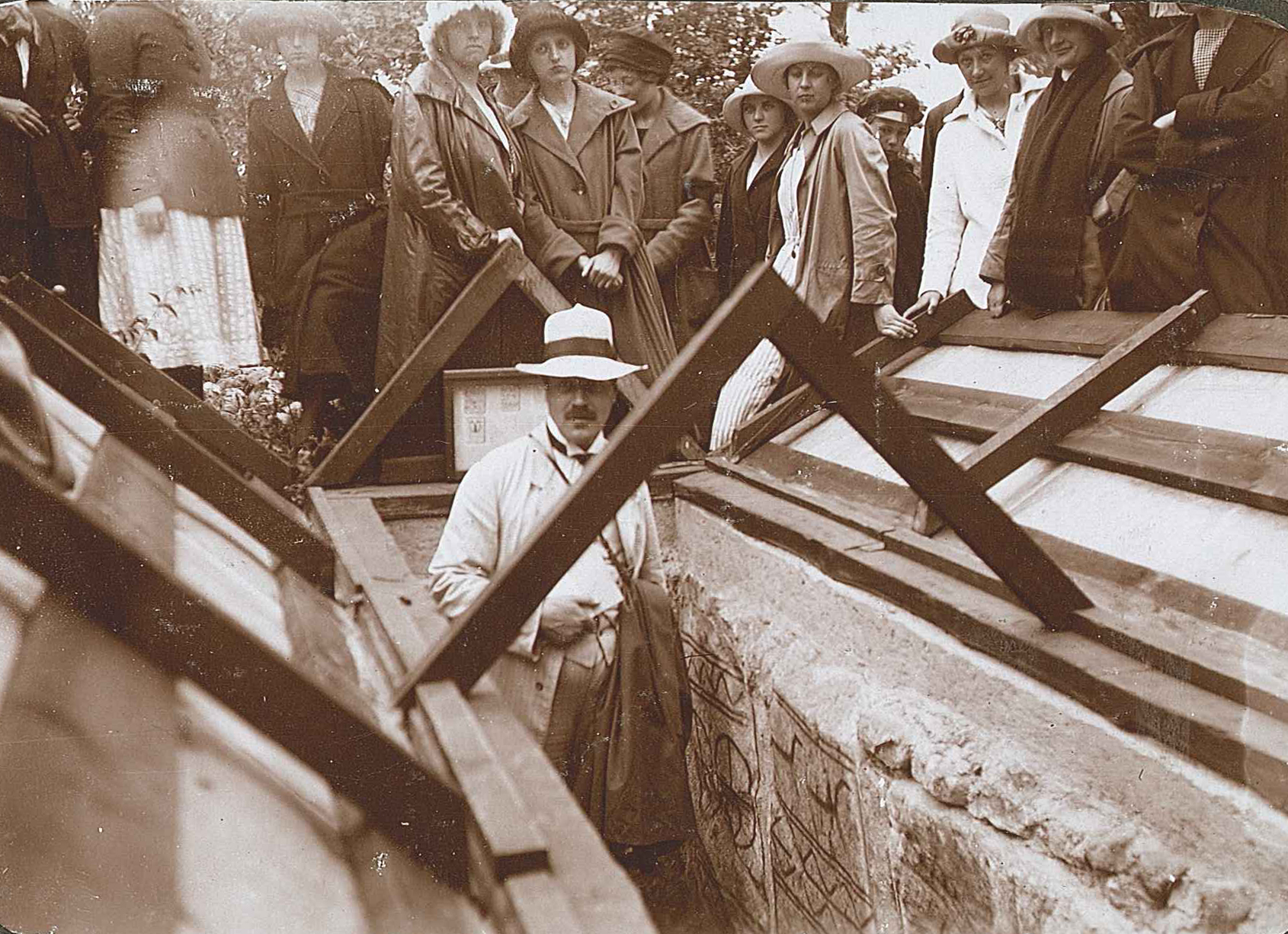
Carl Wilhelm von Sydow (im hellen Anzug) bei einer Exkursion am Grab von Kivik 1922.

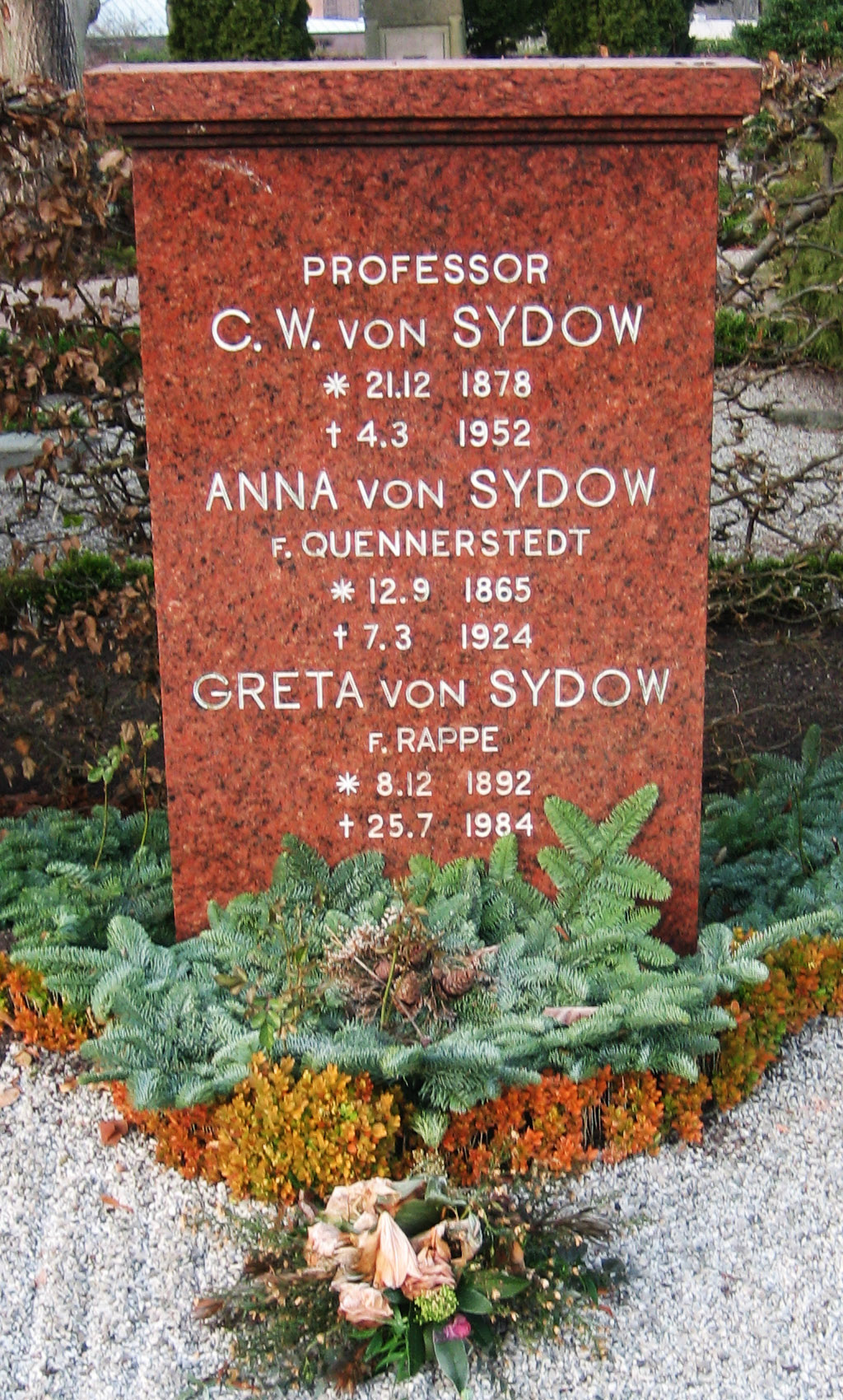
Carl Wilhelm von Sydows Grabstein auf dem Norra kyrkogården in Lund.

Carl Wilhelm von Sydow (* 21. Dezember 1878 in Ryssby, Kronobergs län; † 4. März 1952 in Lund) war ein schwedischer Ethnologe.

## Leben
Von Sydow beendete die Schulzeit 1897 in Växjö und begann daraufhin 1898 ein Studium an der Universität Lund. Er disputierte 1909 mit der Abhandlung Två spinnsagor – en studie i jämförande folksagoforskning in Nordischer und Vergleichender Volkskunde und wurde 1909 Dozent in diesem Fachgebiet.
Von 1909 bis 1910 war von Sydow Amanuensis am Kunstmuseum und am Historischen Museum der Universität Lund sowie von 1910 bis 1918 an der Universitätsbibliothek. 
Carl W. von Sydow hat sich auch für irische Folklore und gaelische Sprache interessiert. Viele seiner Fotos aus den 1920er Jahren sind in irischen nationalen Archiven zu sehen.
1939 wurde er zum Professor ernannt, gründete das Archiv für Volkskunde in Lund (Folklivsarkivet i Lund) und wirkte an der Gründung der Höheren Wissenschaftlichen Gesellschaft in Lund (Vetenskapssocieteten i Lund) mit. Er war 1937 Mitinitiator der Reichsvereinigung Schweden-Deutschland.
Carl Wilhelm von Sydow heiratete 1906 Anna Maria Quennerstedt (* 1865); sie starb 1924. Aus dieser Ehe ging der Sohn Axel Ulrik Bertil von Sydow (1907–1972) hervor. In zweiter Ehe war er seit dem 10. Juni 1926 mit Freifrau Maria Margareta Rappe (1892–1984) verheiratet; aus dieser Ehe ging der Sohn Max von Sydow hervor. Carl Wilhelm von Sydow liegt auf dem Norra kyrkogården in Lund begraben.

## Veröffentlichungen (Auswahl)
- Våra folkminnen - Folksaga, folksägen, folktro. Grundlinjer till föreläsningar (Karlshamn 1907)
- Studier i Finnsägnen och besläktade byggmästarsägner (Stockholm 1907–1908)
- Två spinnsagor - en studie i jämförande folksagoforskning (Doktorarbeit, Stockholm 1909)
- Råd och anvisningar för insamlande av folkminnen (utan ort 1912)
- Starka karlar (Lund 1913)
- Jätten Hymes bägare - mytologisk studie (Malmö 1914)
- Folkminnena och deras insamling - råd och anvisningar (Lund 1915)
- Tranan och vårfrudagen - en studie över några hittills obeaktade svenska folkseder (Lund 1916)
- Hembygdsforskning - Några önskemål och några synpunkter (Malmö 1917)
- God afton om I hemma är! - en studie över de nordiska majvisorna (Malmö 1917)
- Sigurds strid med Fåvne - en studie rörande hjältesagans förhållande till folkdiktningen (Lund 1918)
- Våra folkminnen - en populär framställning (Lund 1919)
- Jättarna i mytologi och folktradition - en kritisk studie (Malmö 1920)
- Majsjungningen och "pigevisan" (Stockholm 1923)
- Minnen från min barndomstid på Tranhult (1878-1885) (Uppsala 1929)
- Occidental eller esperanto - Några ord i världsspråksfrågan (Stockholm 1930)
- Något om träden i folkets tro och sed (1933)
- Kategorien der Prosa-Volksdichtungen. In: Volkskundliche Gaben. John Meier zum siebzigsten Geburtstage dargebracht, Berlin: de Gruyter 1934, S. 253–268.
- Våra folksagor - vad de berätta om forntida tro och sed (Stockholm 1941)
- Gammal och ny traditionsforskning (Lund 1941, 2. Bände)
- Folkminnesforskningens uppkomst och utveckling (Lund 1944)
- Världens bästa sagor (Zusammen mit Ernst Norlind, Malmö 1946)
- Selected papers on folklore ([Auswahlsammlung], Copenhagen 1948)